# Leichtathletik-Weltmeisterschaften 2005/10.000 m der Männer

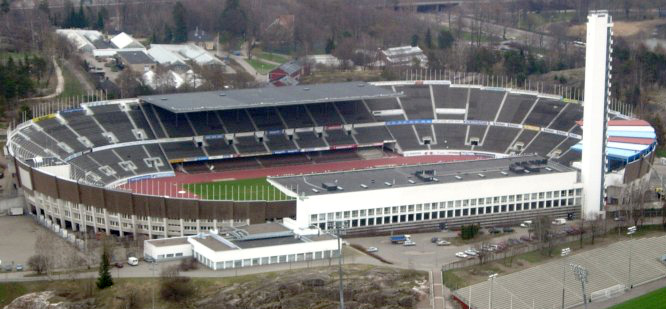
Das Olympiastadion in Helsinki im Mai 2005

Der 10.000-Meter-Lauf der Männer bei den Leichtathletik-Weltmeisterschaften 2005 wurde am 8. August 2005 im Olympiastadion der finnischen Hauptstadt Helsinki ausgetragen.
Das Rennen war auf den ersten neun Plätzen eine rein afrikanische Angelegenheit. Als bester Läufer aus einem nicht-afrikanischen Land kam der Spanier Juan Carlos de la Ossa auf zehnten Rang.
Die Läufer aus Äthiopien erzielten einen Doppelsieg. Weltmeister wurde der Titelverteidiger, aktuelle Olympiasieger und Weltrekordinhaber Kenenisa Bekele, der bei den letzten Weltmeisterschaften außerdem Bronze über 5000 Meter gewonnen hatte.

Silber ging an Sileshi Sihine, der sechs Tage später über 5000 Meter ebenfalls Zweiter wurde. Seine größten Erfolge hatte er in den beiden vorangegangenen Jahren mit WM-Bronze 2003 und Olympiasilber 2004 über 10.000 Meter feiern dürfen.

Der Kenianer Moses Cheruiyot Mosop gewann die Bronzemedaille.

## Bestehende Rekorde
| Weltrekord               | 26:20,31 min | Kenenisa Bekele | Ostrava, Tschechien          | 8. Juni 2004    |
| Weltmeisterschaftsrekord | 26:49,57 min | Kenenisa Bekele | WM 2003 in Paris, Frankreich | 24. August 2003 |

Außerdem waren in dem Rennen am 8. August zwei Landesrekorde zu verzeichnen:

- 27:12,82 min – Zersenay Tadese (Eritrea)
- 27:53,16 min – Christian Belz (Schweiz)

## Durchführung
Bei nur 23 Teilnehmern waren keine Vorläufe notwendig, alle Läufer traten gemeinsam zum Finale an.

## Finale

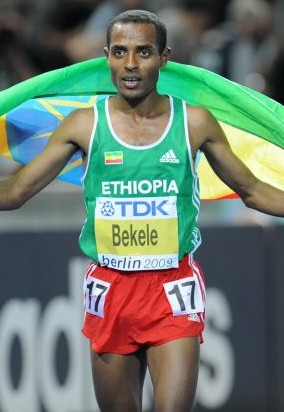
Der Titelverteidiger, aktuelle Olympiasieger und Weltrekordinhaber Kenenisa Bekele wurde erneut Weltmeister

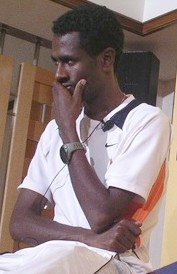
Vizeweltmeister Sileshi Sihine, 2003 WM-Dritter und 2004 Olympiadritter, errang sechs Tage später über 5000 Meter eine weitere Silbermedaille

8. August, 19:20 Uhr
| Platz | Name                      | Nation    | Zeit (min)  |
| ----- | ------------------------- | --------- | ----------- |
| 1     | Kenenisa Bekele           | Äthiopien | 27:08,33    |
| 2     | Sileshi Sihine            | Äthiopien | 27:08,87    |
| 3     | Moses Cheruiyot Mosop     | Kenia     | 27:08,96    |
| 4     | Boniface Toroitich Kiprop | Uganda    | 27:10,98    |
| 5     | Martin Irungu Mathathi    | Kenia     | 27:12,51    |
| 6     | Zersenay Tadese           | Eritrea   | 27:12,82 NR |
| 7     | Abebe Dinkesa             | Äthiopien | 27:13,09    |
| 8     | Abderrahim Goumri         | Marokko   | 27:14,64    |
| 9     | Nicholas Kemboi           | Katar     | 27:16,22    |
| 10    | Juan Carlos de la Ossa    | Spanien   | 27:33,42    |
| 11    | Yonas Kifle               | Eritrea   | 27:35,72    |
| 12    | Charles Waweru Kamathi    | Kenia     | 27:37,82    |
| 13    | Abdihakem Abdirahman      | USA       | 27:52,01    |
| 14    | Christian Belz            | Schweiz   | 27:53,16 NR |
| 15    | Gebregziabher Gebremariam | Äthiopien | 27:53,19    |
| 16    | Sultan Khamis Zaman       | Katar     | 27:53,33    |
| 17    | Dieudonné Disi            | Ruanda    | 27:53,91    |
| 18    | John Yuda Msuri           | Tansania  | 27:57,31    |
| 19    | Yu Mitsuya                | Japan     | 27:57,67    |
| 20    | Mohammed Amyn             | Marokko   | 28:12,59    |
| 21    | Khalid El Aamri           | Marokko   | 28:37,72    |
| 22    | Terukazu Omori            | Japan     | 28:59,46    |
| DNF   | Meb Keflezighi            | USA       |             |

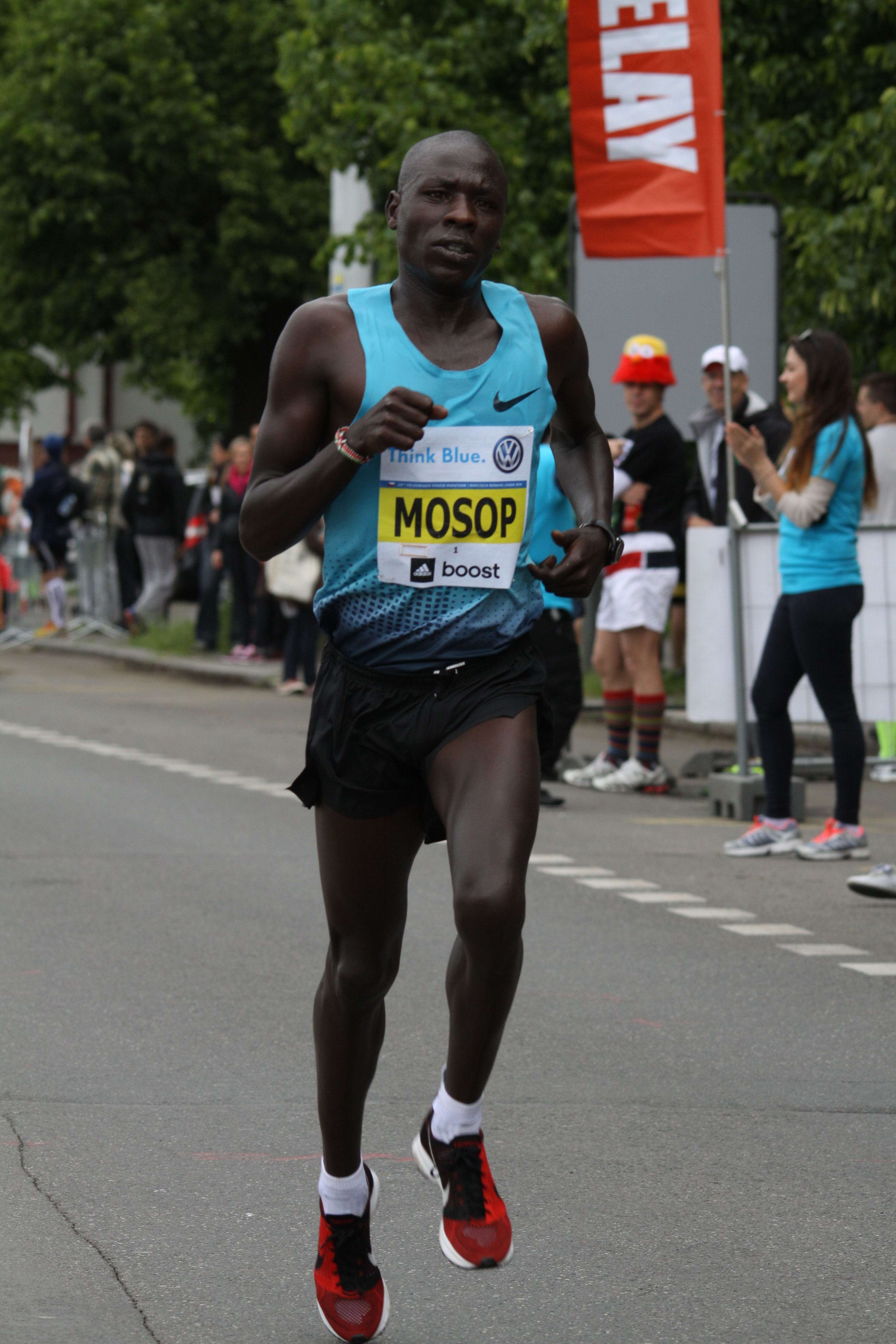
Bronzemedaillengewinner Moses Cheruiyot Mosop
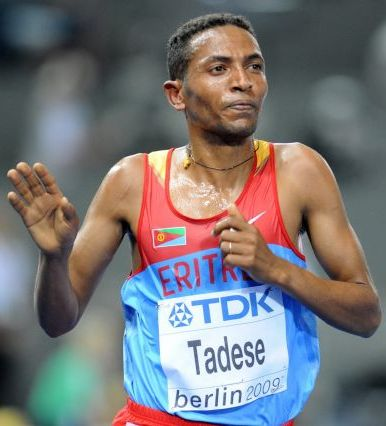
Zersenay Tadese stellte als Sechster einen neuen Landesrekord für Eritrea auf
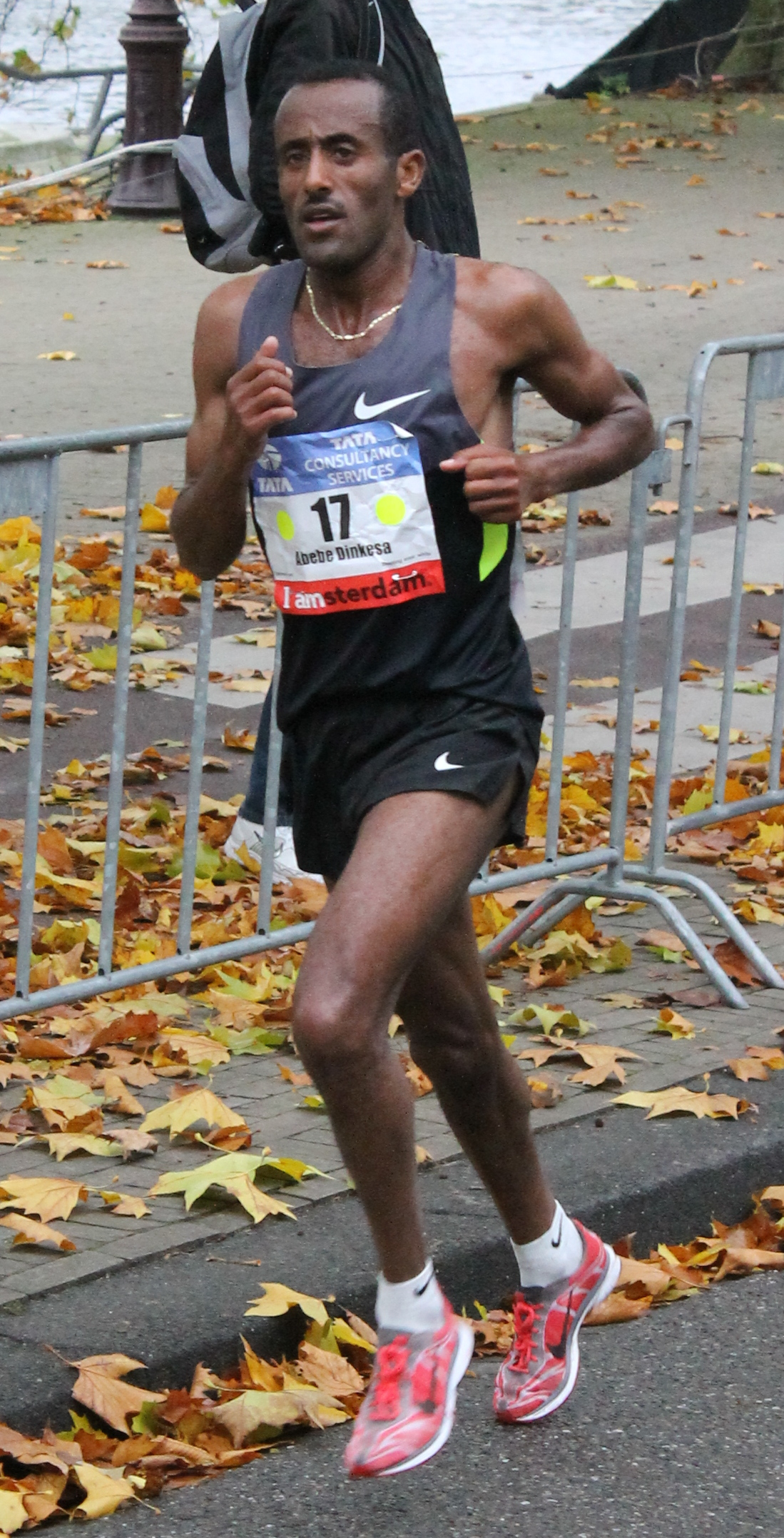
Der siebtplatzierte Abebe Dinkesa
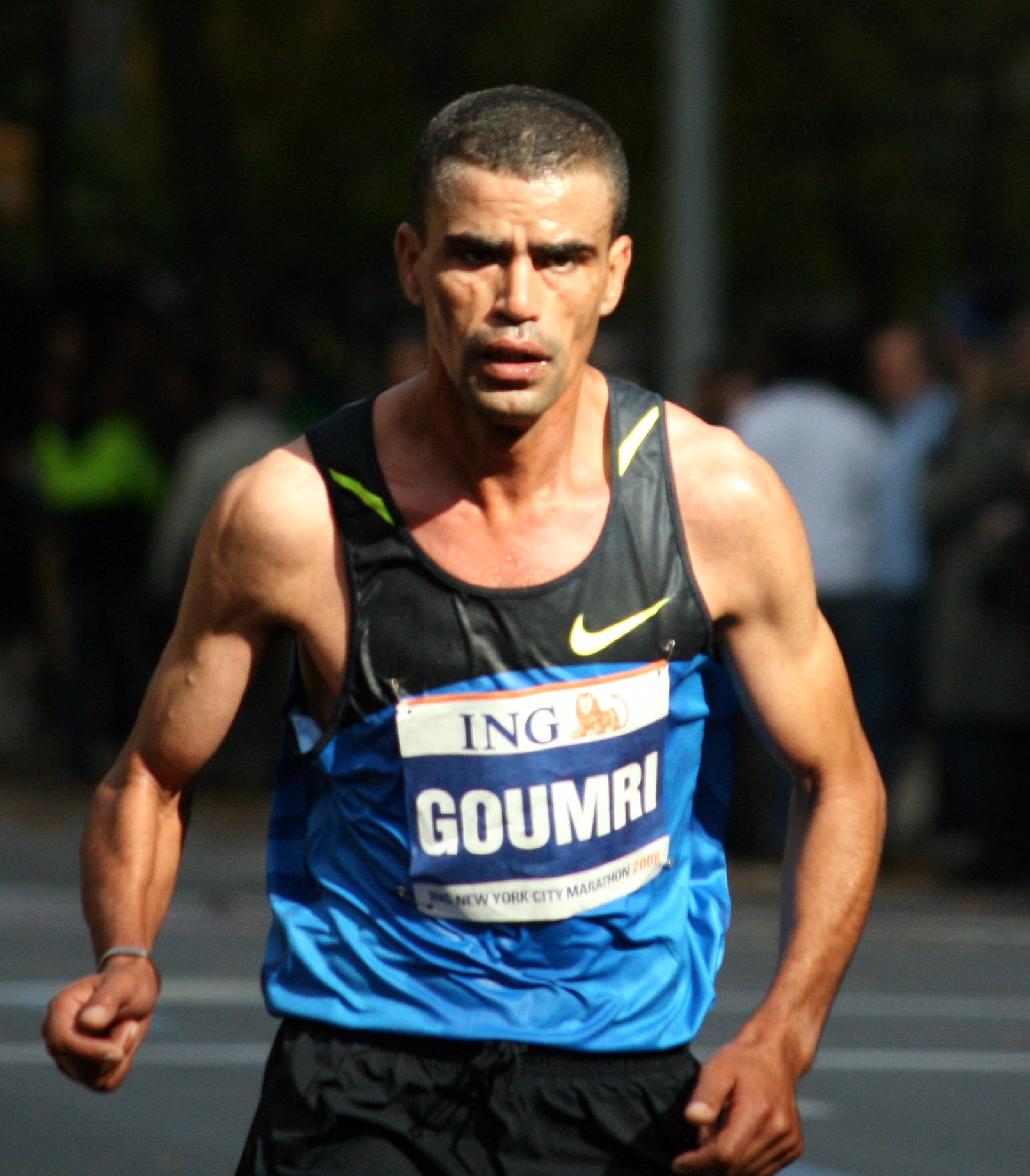
Abderrahim Goumri kam auf den achten Platz
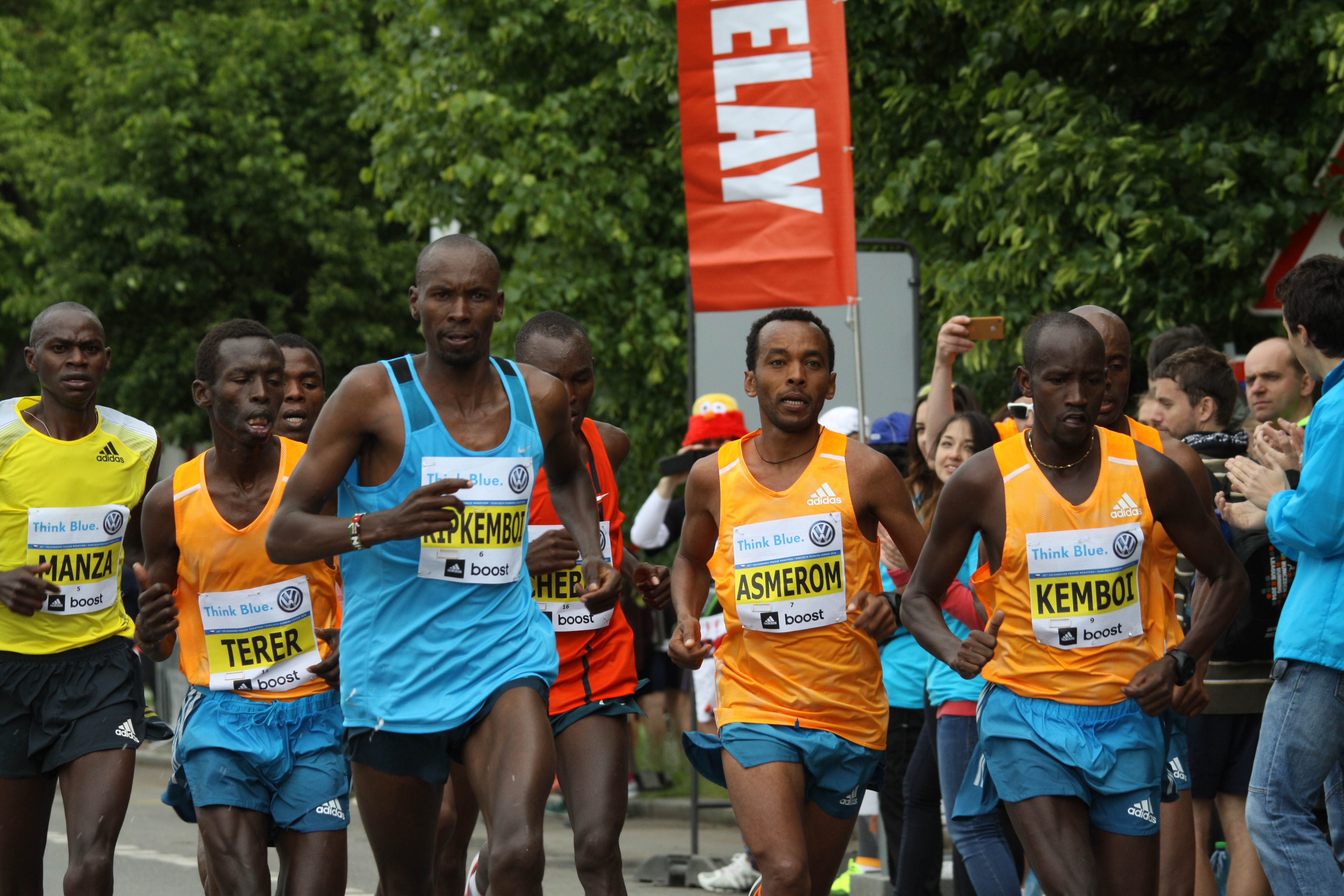
Nicholas Kemboi (vorne rechts) erreichte Platz neun
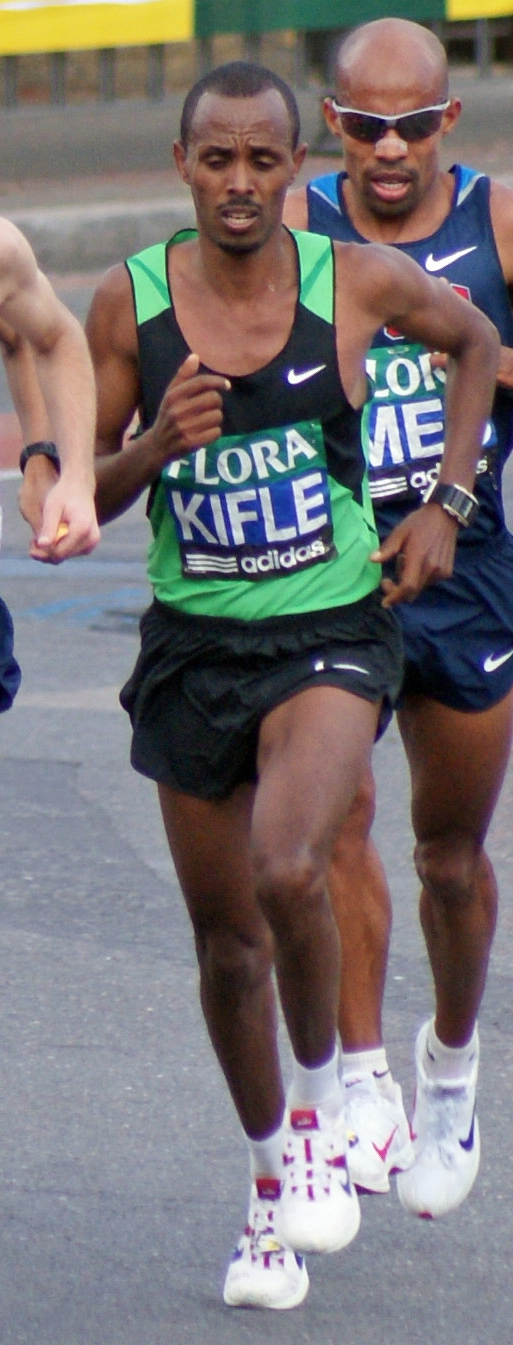
Yonas Kifle wurde Elfter
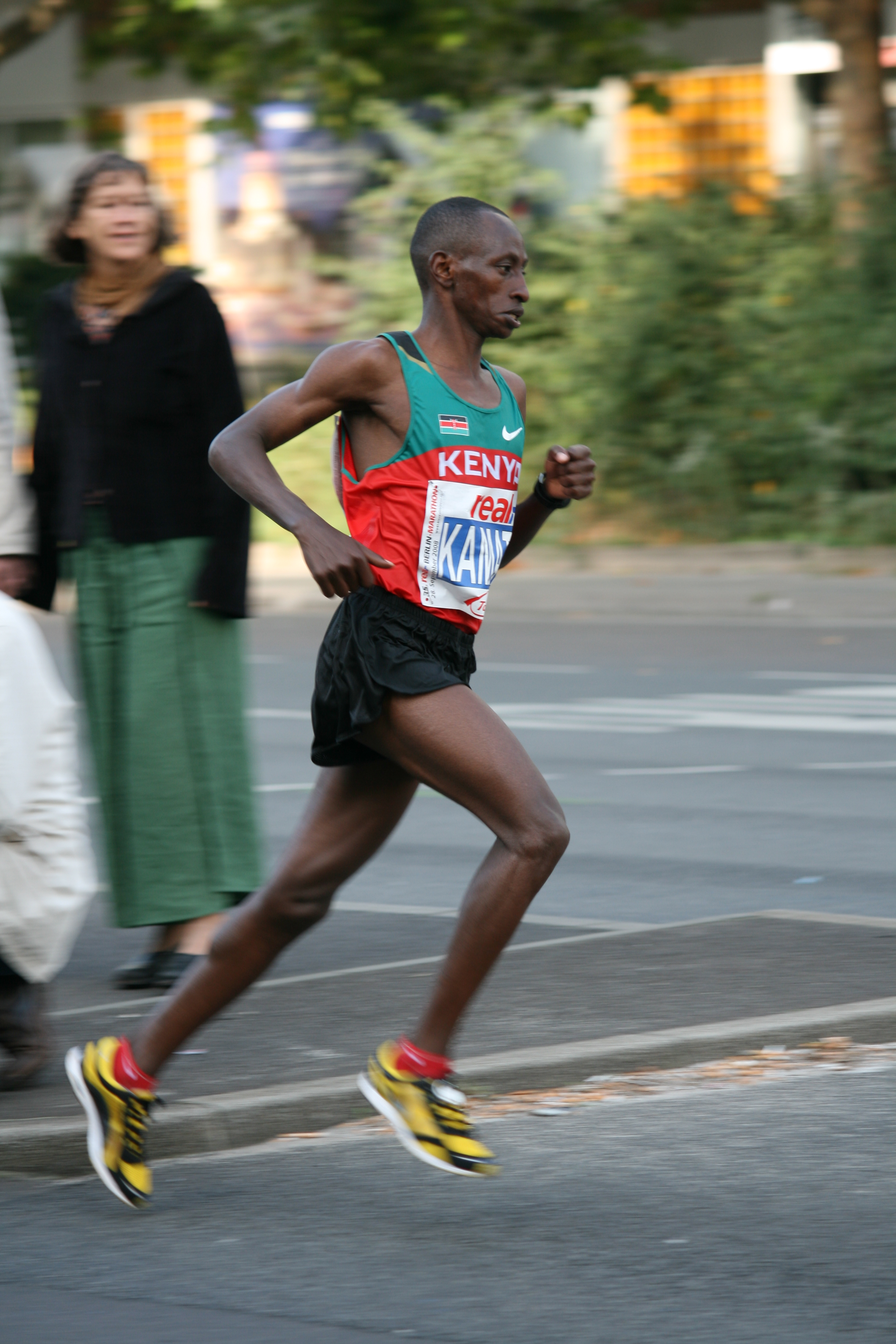
Charles Waweru Kamathi Platz zwölf
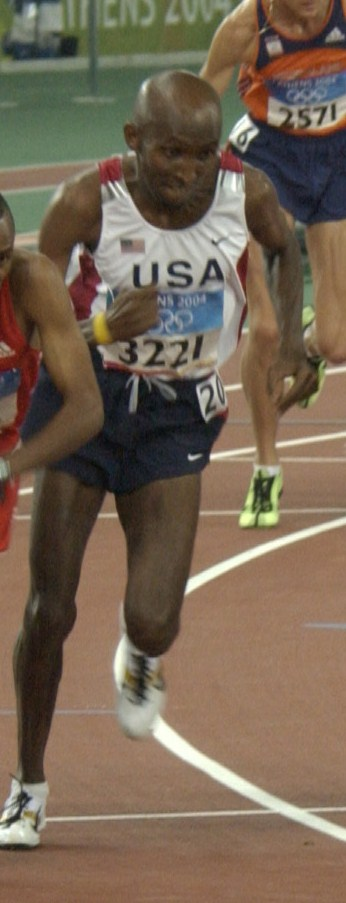
Rang dreizehn für Abdihakem Abdirahman
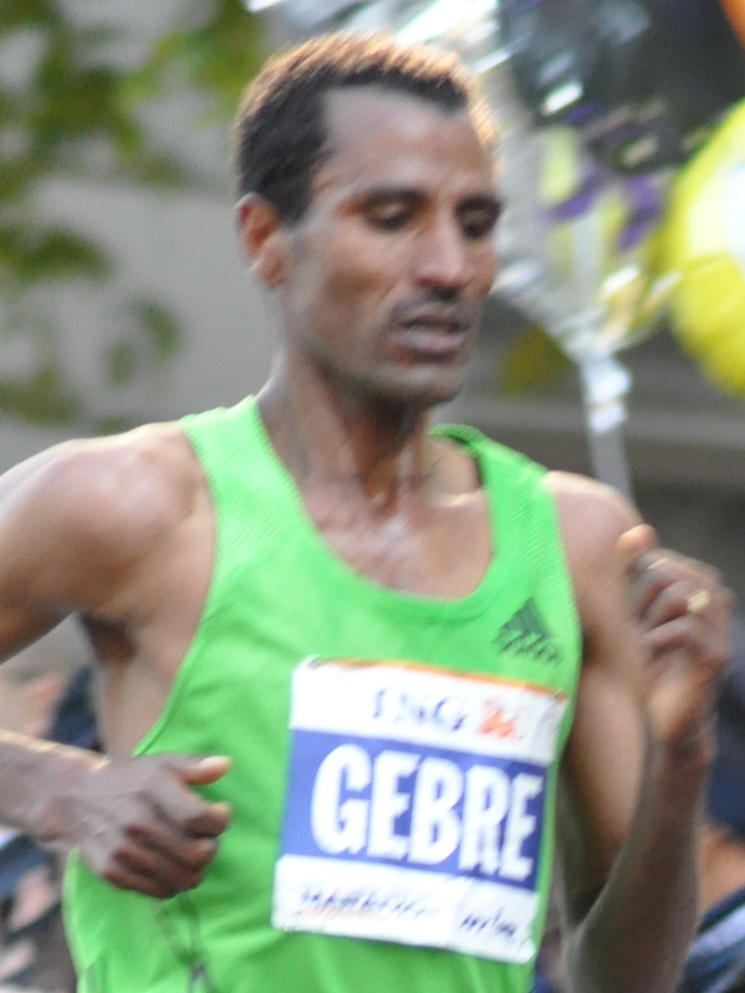
Gebregziabher Gebremariam Platz fünfzehn
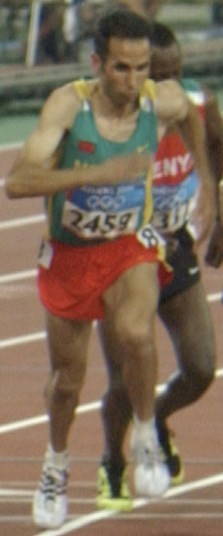
Mohammed Amyn Platz zwanzig
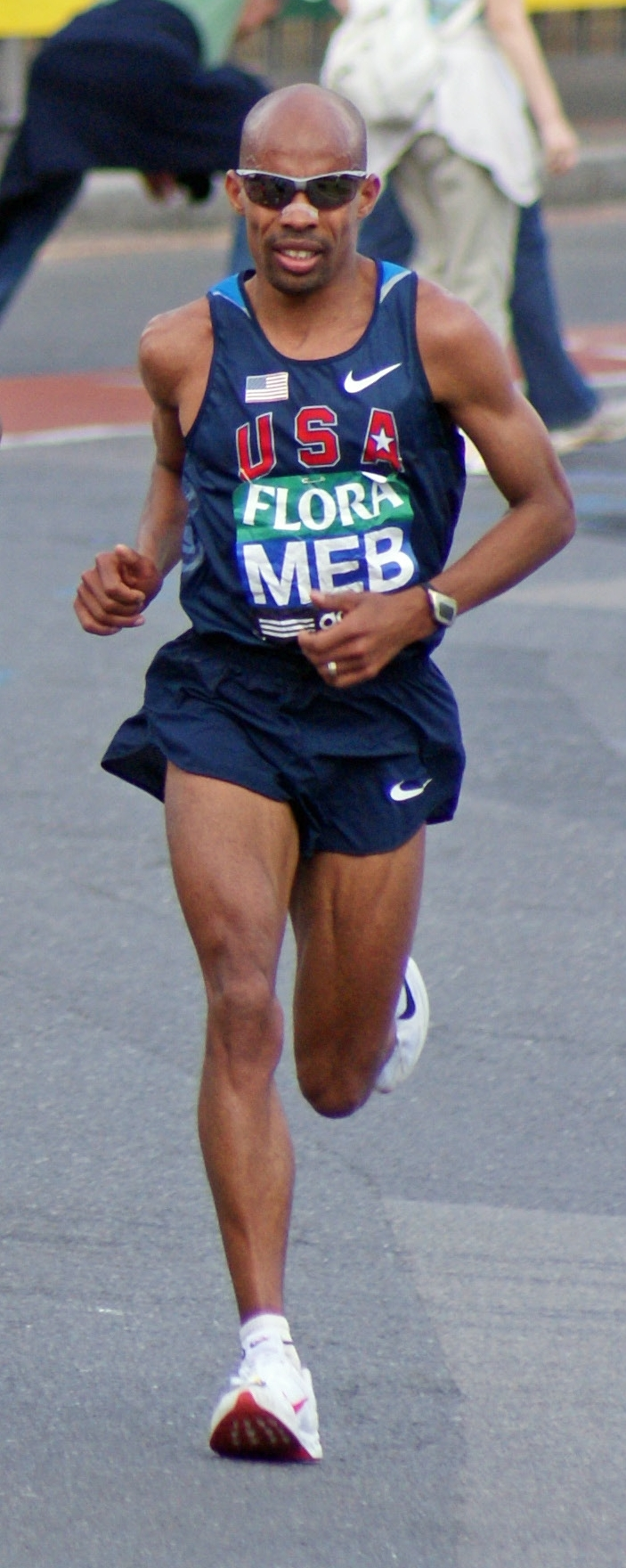
Meb Keflezighi erreichte in diesem Rennen nicht das Ziel

## Video
- World Champs 10,000m - Helsinki, 2005, youtube.com, abgerufen am 28. September 2020